# Ferruccio Cattelani
Ferruccio Cattelani (* 28. März 1867 in Parma; † 16. April 1932 in Mailand) war ein italienischer Komponist.
Cattelani studierte von 1879 bis 1885 in seiner Heimatstadt bei Lodovico Mantovani Violine. Er wirkte dann als Kapellmeister in Rio de Janeiro, Montevideo, Buenos Aires und Santiago de Chile. 1897 ließ er sich als Dirigent, Violinist und Konzertveranstalter in Montevideo nieder.
Er komponierte eine Oper (Atahualpa), eine Sinfonie, zwei Violinkonzerte und weitere Violinstücke sowie eine Kantate zur Hundertjahrfeier der Unabhängigkeit Argentiniens.
| Personendaten    | Personendaten           |
| ---------------- | ----------------------- |
| NAME             | Cattelani, Ferruccio    |
| KURZBESCHREIBUNG | italienischer Komponist |
| GEBURTSDATUM     | 28. März 1867           |
| GEBURTSORT       | Parma                   |
| STERBEDATUM      | 16. April 1932          |
| STERBEORT        | Mailand                 |